# Nikita Zakharine
Nikita Romanovitch Zakharine (en russe : Никита Романович Захарьин),
est un aristocrate russe moscovite, homme d'État et commandant militaire né vers 1522 et mort en 1585. Nikita Romanovitch devint le beau-frère du tsar Ivan IV de Russie (Ivan le Terrible), qui épousa la sœur de Nikita, Anastasia Romanovna, en 1547. Il accède au statut de boyard en 1562. 
Son petit-fils, Michel Fiodorovitch, deviendra en 1613 le premier tsar de la dynastie des Romanov. Le nom de la dynastie provient du père de Nikita Zakharine, Roman Zakharine-Iourev.